# 甲南大学レッドギャング
甲南大学レッドギャング（こうなんだいがくレッドギャング, 英語: KONAN UNIVERSITY RED GANG）は、甲南大学体育会に所属するアメリカンフットボールチームである。チームカラーは赤。1955年に関西6番目のチームとして創部。

## チームの誕生
1947年夏から48年秋にかけて1年余り、旧制甲南高校にアメリカンフットボール部が存在し、これが現在の甲南大学アメリカンフットボールのルーツである。1948年の関西リーグに参加するも、学制改革により自然消滅。しかし、1952年に池田高校出身の奥村統治、木村昌弘、豊中高校出身の翁宣之が中心となり創設活動を開始し、1955年5月に関西6番目のチームとして創部。同年10月に正式にアメリカンフットボール同好会として学友委員会に登録。11月に関西学生アメリカンフットボール連盟に登録。

## 草創期　創部以来の歴史
1955年に池田高校出身でタッチフットボール部出身の奥村統司、木村昌弘、豊中高校出身の翁宣之の三人が中心となり創部への第一歩を踏み出した。
問題点は部員の勧誘と防具の手配であったが、彼らの熱心な勧誘で数名の入部希望者が現れた。次いで防具を入手しなければならなかったが、当時一般に販売されていない防具をどのようにして入手すればよいかと困惑した奥村は、池田高校タッチフットボール部の一年先輩で関西学院大のOBでもある長手功に相談した。するとタイミングの良いことに警視庁のフットボールチームが廃止になり、その中古の防具を関西フットボール連盟が買い受け、それを長手の紹介によって、当時の山之内協会理事長の好意で譲ってもらえることになった。
誰もがアメリカンフットボール未経験で練習方法も分からなかったため、防具入手で尽力した長手に正式にコーチ就任を依頼。そして初代監督には旧制甲南高校アメリカンフットボールチームOBの月野に依頼した。同年10月、正式にアメリカンフットボール同好会として学内に認められ、11月には連盟に加盟。関西では関西大学、同志社大学、関西学院大学、京都大学、立命館大学に次ぐ6番目の加入となった。
1956年の春は、部員不足の関係から甲南大学単独での合宿は困難であったが、関西大学のはからいにより彦根での合宿に参加することとなった。4月15日には西宮球技場において、旧制甲南高校フットボールOBの協力も得て、オール滋賀との初試合（第二回西日本選手権大会 19-0で勝利）が行われた。同年、学習院大学と定期戦を結び、第一回を5月5日明治大学グラウンドで開催し、24-14で勝利。1956年11月に関西学生リーグ戦に初参加。結果は6チーム中6位に終わる。1958年に体育会に昇格。過去最高位は2位（1960年から63年と1971年）。【甲南大学体育会50年誌より】

### ～1980年代
草創期から1965年ごろまでは関西学院大学に次ぐ関西の第2勢力として快勝を続けてきた。1977年の愛知学院大学との入替戦は勝利したものの、翌1978年の神戸学院大学との入替戦で敗北し2部降格。当時の近畿学生リーグで8年間低迷の時期を過ごしたが、1986年には2部リーグで優勝。続く入れ替え戦出場トーナメントでも優勝し、入れ替え戦では大阪大学に7－3で勝利し1部昇格。1987年の1部復帰と同時に選手の保護者を中心とした後援会が発足し、イヤーブックが発行された。

### 関西大学との入替戦 1988年 - 1992年
関西大学とは1988年から1991年の間、4年連続で入れ替え戦で戦い、因縁の相手でもあった。1988年は1勝6敗で8位となり入れ替え戦出場となったが14－7で勝利し残留。しかし、翌1989年に0勝7敗で8位となり入れ替え戦で、3－24で敗れ2部降格となった。
1990年は連盟の通達により、ユニフォームを切ることが禁止になり、パンツに裾を入れることとなった。この年は2部リーグでブロック優勝したが、関西大学との入れ替え戦では残り43秒にFGを決められ、20－20の引き分けとなり、規定により2部残留となってしまった。この試合がきっかけで、これ以降入れ替え戦ではタイブレーク方式へと変更となった。
1991年、それまでラン攻撃主体のオフェンスを前年に招聘したジョン・マコヴィックコーチの教えの元、パッシングにも磨きをかけ2部リーグ優勝、入れ替え戦まで駒を進めるが、関西大学とシーソーゲームを繰り広げるも28－35で敗北。1992年は入替戦で大阪体育大学と対戦したが13-21で敗退。
1992年度よりスポーツ推薦制度（3名）による入学が始まった。

### 1部リーグでの活躍 1993年 - 1997年
1993年、2部リーグで優勝し、入れ替え戦出場校決定戦で金沢大学に100－0で勝利し入れ替え戦でも同志社大学に49－14で大勝。4年ぶりに1部昇格を果たした。その後1994年から1996年まで武田、森川、山口のQBや岩城、横山、戸川といったRB、遠藤、永峯、小林らWR陣の活躍もあり3勝（5位）、3勝（4位）、2勝（同率5位）の成績を残す。1997年は2勝5敗同率6位となるが抽選の結果、入れ替え戦出場となり同志社大学に26－23で敗れ2部降格となった。1996年に創部40周年記念式典を新阪急ホテルで開催。

### 1部リーグ定着 1998年 - 2002年
1998年は2部リーグで優勝、入れ替え戦の相手は2年連続で同志社大学であった。試合は0－0のまま第4Qまで進み、試合終了間際に敵陣エンドゾーン目前で決まれば勝利のフィールドゴールを試みるが失敗。試合は延長タイブレイクとなり2回目の同志社の攻撃でフィールドゴールが外れ、6－3で勝利し1年で1部リーグに返り咲いた。
1999年には、設備の面でデイリーコーチの固定化、トレーニングルームの充実など、環境が徐々に整い、春シーズンの関西学院大学との練習試合で13－10と勝利。秋シーズンでは1部復帰1年目で4勝3敗と勝ち越し、当時3強の関西学院大学・立命館大学・京都大学に次ぐ4位。4勝のすべてが10点差以内という接戦続きであった。WR能見、QB仲田がコカコーラのCMに出演した。
翌2000年には主将ディフェンシブエンド慈幸、オールジャパン選出のディフェンスライン岡部、好ラインバッカー石原擁するディフェンスとリーディングレシーバー(捕球回数1位)の松下、好クォーターバック仲田などタレント揃いのメンバーで秋シーズンでは37年ぶりの開幕4連勝を挙げ、全勝対決で迎えた関西学院大学との試合は前半14－14で折り返すも、28－49で敗れてしまい、2年連続で4勝3敗で4位の成績を残した。
2001年、2002年と2勝5敗で5位となり、2002年には初めて西日本大学王座決定戦（ウエスタンボウル）に出場、九州大学に41－0で勝利。

### 苦難の時代 2003年 - 2006年
2003年、大岡修平（80年3月卒）へと監督が替わり、関西リーディングレシーバーの主将・吉田や好ラインバッカーの山本とタレントを擁するも0勝7敗で入れ替え戦出場となり龍谷大学に27－14で敗れ2部降格となった。
2004年は入れ替え戦で同志社大学に14－36で敗れ2部残留。神戸ベイシェラトンホテルで創部50周年式典が行われた2005年は2部リーグ最終戦まで進むも、大阪産業大学に敗戦を喫してしまいリーグ戦で敗退し2部残留。
2006年には全勝で迎えた2部リーグ最終戦で京都産業大学に46－11で大勝。続く名城大学に27-21で辛くも勝利。2年ぶりに出場の入れ替え戦では1部リーグ7位の近畿大学に前半17-7とリードしながら後半逆転され24－28と敗れてしまうなど、苦しいシーズンが続いた。

### 復活の兆し 2007年 - 2010年
ジョン・マコヴィック（後述）が8年ぶりに来日。コーチングした2007年は春季シーズンで京都産業大学に敗れ、入れ替え戦では1部リーグ7位(8チーム中)とあたることになってしまう。この年より大学より強化指定クラブの認定を受ける。秋季シーズンは勝ち星を重ね全勝で迎えた入れ替え戦では2003年の入れ替え戦で敗れ2部リーグに落とされた因縁の相手・龍谷大学と戦い、前半はリードされるものの徹底したラン攻撃とスペシャルプレーでドライブし後半に20－14と逆転し、残り時間をディフェンスが自陣まで攻め入れられるも4thダウンのパスを凌いで守りきり勝利。悲願であった5年ぶりの1部復帰を果たした。
2008年、5年ぶりの1部リーグの舞台では前年、1部復帰の原動力となった主力メンバーの卒業による喪失が多く、4回生は近年では最も少ない10人という中、春季シーズンでも1部リーグ校には全敗（4戦4敗）。そんななか始まった秋季リーグでは第3戦の関西大学に23－13で勝利し、続く京都大学に引き分け、最終戦の同志社大学に24－10で勝利し6年ぶりに2勝4敗1分で6位となりウエスタンボウルに出場し、中四国リーグと九州リーグ王者の広島大学に40-0で勝利した。また、この年にランニングバック高谷がリーディングラッシャー(トータル獲得ヤード1位)を獲得。
2009年、リーグ戦初戦の神戸大学との試合はシーソーゲームの展開で試合終了残り約1分で逆転されるもオフェンスが敵陣からドライブし残り3秒でフィールドゴールを決め引き分け、続く京都大学には21-14で36年ぶりに勝利。その後、近畿大学に勝利し、2年連続で2勝4敗1分の成績で8年ぶりに5位となる。この年はパンター板谷がプレシーズンオールジャパンに選出された。
好ランニングバック高谷とクオーターバックの松延が最終学年となり更なる飛躍が期待された2010年は、初戦の同志社大学戦で勝利し好スタートをきったものの、その後4連敗し近畿大学に勝利して2勝5敗の6位に終わった。この年は2年生永吉がリーディングレシーバー（捕球回数1位）となり、関西学生ベスト11として最優秀スペシャリストチーム賞に仲野、オフェンシブラインに主将・二木が選ばれた。

### 低迷から一部復帰へ　2011年 - 2015年
2011年は、リーグ戦で龍谷大学に勝利したが8位となり、入替戦では近畿大学に敗北し再び二部へ降格。2012年はブロック優勝したものの、決定戦で大阪教育大学（2012年1部昇格）に敗れ、入替戦でも1部7位の龍谷大学に惜敗。2013年は2部で3勝2敗、2014年度は監督が大岡修平から堀田高章（91年3月卒）に交代し2勝3敗と創部以来初めて2部で負け越しというシーズンであった。
2015年は、6月に学習院大学とのレセプションを兼ねて創部60周年記念式典を神戸ベイシェラトンで開催し、初めて六甲アイランドでの公式試合（第60回定期戦）を行った。主将の吉岡を中心とし、入替戦で桃山学院大学と対戦してFGのみで9-3で勝利し5年ぶりの一部復帰となった。扇本（OL）、竹内（DB）、近藤（K）が各ポジションの2部リーグの最優秀選手として連盟から表彰された。

### 一部復帰　2016年 -
2016年はQB井原、WR吉岡、牧田、洪らの活躍で残り26秒で京都大学に7年ぶり逆転勝利。神戸大学にも勝利し5位（京都大学と同率だが5位扱い）。DB＃14土井（4インターセプトでリーグトップ）がパンターとして関西ベスト11に入賞。2017年は台風による暴風・大雨の中、桃山学院大学に51-6と快勝。続く同志社大学には逆転で勝利し、2勝で同率5位（龍谷に負けたため6位扱い）となった。土井が5インターセプトで2016年に引き続きリーグトップの成績をおさめ、関西ベスト11と記者の投票により優秀守備選手（甲南初）として選ばれた。

## 「レッドギャング」名前の由来
創部以来“BURNIG DESIRE”をモットーに活動してきたが、甲南の学生に「自由でのんびりしているおぼっちゃん」というイメージが定着していたため、荒っぽい男らしさへの憧れから盗賊という意味の“GANG”が生まれチームカラーの赤と合わせて1974年に決定した。

### ユニフォーム
創部以来、チームカラーの赤あるいは白を基調としたユニフォームである。デザインは創部以来ほとんど変わっておらず、袖やパンツの横にラインが入ったり背中に「KONAN UNIV.」と入ったり、パンツの色が白か赤に変わったり、気温が上がる9月の試合でヘルメットを白地に赤いラインが入ったりとマイナーチェンジはあるものの、基本的に白いパンツに真っ赤あるいは真っ白のユニフォームに背番号で他に装飾が無く、非常にシンプルなデザインである。1990年の入替戦時に、従来のメッシュタイプからマイクロメッシュへ生地が変更され、その時にユニフォーム袖の2本線が廃止になった。2004年の学習院戦を最後に赤パンツの使用を中止。白パンツもラインなしの無色になった。5年ぶりに1部リーグに復帰した2008年にはホーム用（赤）ユニフォームを当時の主将・橘田らがデザインを考え、背番号の字体が変更され、左胸に甲南大学の校章である兜（かぶと）をかたどったマークとRED GANGの文字が描かれた。ヘルメットの色は赤でフェイスガードの色は白。

### デキャル（ロゴマーク）
ヘルメットなどに付いているレッドギャングのロゴであるUKマークは、1984年に堀内（1987年3月卒）により作成。同年の東京遠征学習院大学戦で初披露された。貼り付けはヘルメットの左側のみ。

### 周年史とイヤーブック
創部40周年、50周年時に周年史を作製し、記念式典の出席者に配布された。2015年度以降のイヤーブックには、一学年毎に、過去60年分の写真・メンバー・秋季成績が残されている。イヤーブックは1987年から（当初は後援会で発行し、現在はクラブでの編集）発行されている。

### 練習施設
1986年に六甲アイランドに練習施設とクラブハウスが完成。本山南グラウンドより移転。部室、ミーティングルーム、トレーニングルームなどが併設。1989年の春シーズンまでは大学所有の広野グラウンドで主に合宿を行う。大学の90周年記念行事の一環として2009年11月にグラウンド改良工事が完了。創部以来、土のグラウンドで練習をしてきたが、六甲アイランド施設の充実が図られ、グラウンド中央にUKマーク（レッドギャングのロゴ）とエンドゾーンにKONAN UNIV.の文字が入った全面人工芝グラウンドとなった。（ラクロス部との兼用グラウンド）

### マネージメント
大学自体の女子比率が高く、近年は女性スタッフが充実している。会計は2001年度以降、学連は2005年度以降女性が担当。3回生で会計を担当し、ほぼそのまま4回生で女子責任者・学生連盟の担当になっている。2014年度から物品と金銭の管理簡素化・効率化から六甲アイランド生協にてテーピングの取扱いを始めた。その他「サラダチキン」「シーチキン」の取扱いを始め、高タンパクの食材を六甲アイランド生協で手に入れることができる。2017年度春合宿を大学が購入した白川台キャンパスにて行う。

### リクルート戦略
1992年に3名の推薦入学から始まった。現在の推薦入試制度での学生人数は1部リーグや2部リーグ上位校の私立大学に比べると非常に少なく（2016年度入学実績5名）、選手の半数以上が一般入学の選手で成り立っている。また、その大半がアメリカンフットボール未経験者である。付属の甲南高校にはフットボール部はない。

## BIG TEN イリノイ大学コーチとの交流
1990年に姉妹提携を結んでいるイリノイ大学で当時ヘッドコーチを務めていたジョン・マコヴィック（NFLカンサスシティーチーフスHC、テキサス大HC、アリゾナ大HC、2007年アメフトワールドカップアメリカ代表ヘッドコーチ）を初めて招聘。10日間の短期間ながらオフェンスのスタイルがバランス化した。また、1993年・1995年には同じイリノイ大学でコーチをしていたデニー・マーシンを招聘。そして1999年・2007年にもジョン・マコヴィックが来日し、コーチングを行った。また、2008年にはアメリカプロフットボールリーグNFLより現役選手2名を招聘し、内外電機マーヴィーズ（のちの吹田マーヴィーズ）と六甲アイランドグラウンドにて合同練習を行ったこともあった。1990年より納会時にはMVP、最優秀攻撃選手をジョンマコビック賞、最優秀ラインマンをデニーマーシン賞として表彰している。最優秀守備選手は関西学院OBで2代目監督の長手に敬意を表し、長手賞を創設している。

## 定期戦（東京遠征）
1956年から大学同士の提携もあり、春に学習院大学ジェネラルズと定期戦を行っており、2015年で60回を数える伝統のある対戦。東西対抗の定期戦として日本で6番目に古い。隔年ごと（西暦の偶数年）に東京へ遠征している。1971年から青山学院大学ライトニングと定期戦を続けていたが、2002年の対戦をもって青山学院大学の部員不足により休止。

### 学習院との対戦成績 〜2015年
甲南大学 44勝9敗4引き分け 2対戦なし 1中止

### 神戸大学との合同新歓フェスティバル
2005年から毎年4月上旬に、男女ラクロス部と共に、王子スタジアムにおいて神戸大学との合同新入生歓迎祭を行っている。2010年は関西学生アメリカンフットボール連盟主催の試合(フラッシュボウル)で神戸大学との試合が5月に行われたため休止。2014年度よりアメリカンフットボール部での単独開催。

## チアリーダー　レッドギャンガーズの由来
1984年中村、西野を中心に同好会として発足。アメリカンスタイルの応援をしたいということで、1989年にアメリカンフットボール部専属チアリーダーとして活動。六甲アイランド施設及び移動バスが体育会部員しか利用できないとの理由により、1992年からアメリカンフットボール部の部員として所属。2002年に他競技の応援をしたい及び競技チアとして大会に出場したいという意向もあり年度末をもってチアリーディング部として独立し今日に至っている。